# Andy Farrell
Pour les articles homonymes, voir Andrew Farrell.

a Compétitions nationales et continentales officielles uniquement.

b Matchs officiels uniquement.
Andrew « Andy » D. Farrell, né le 30 mai 1975 à Wigan (Angleterre), est un entraîneur anglais de rugby à XV et ancien joueur rugby à XIII et à XV. Il est l'actuel sélectionneur de l'équipe d'Irlande de rugby à XV depuis 2019. En 2004, il devient officier de l'ordre de l'Empire britannique.
Il commence sa carrière sportive par le rugby à XIII en 1991, jouant avec les Wigan Warriors et les sélections de Grande-Bretagne et d'Angleterre. En 2005, il transitionne vers le rugby à XV et rejoint les Saracens, portant même le maillot du XV de la Rose en 2007.
Andy Farrell termine sa carrière de joueur en 2009, puis se lance dans une carrière d'entraîneur. Il commence par entraîner son dernier club, les Saracens. Puis, après avoir été entraîneur adjoint chargé de la défense auprès de l'Angleterre de 2012 à 2015 puis de l'équipe d'Irlande de 2016 à 2019, il prend la tête de la sélection nationale irlandaise en 2020. Avec le XV du Trèfle, il remporte le Tournoi des Six Nations en 2023 en réalisant le Grand Chelem.

## Biographie

### Jeunesse et formation
Andy Farrell naît le 30 mai 1975 à Wigan, dans la banlieue de Manchester, en Angleterre, d'un père jouant au rugby à XIII,. Il commence par pratiquer ce sport à l'âge de 10 ans, lors d'un camp d'été organisé par Graeme West (en), alors capitaine des Wigan Warriors. Après ce camp, il est invité à rejoindre le club amateur local, Orrell St James. Il y joue durant cinq, puis rejoint l'équipe des Wigan Warriors et joue avec la deuxième équipe du club.

### Débuts précoces en club et en sélection à XIII (1991-1994)
Andy Farrell fait ses débuts en équipe première avec les Wigan Warriors à seulement 16 ans. En effet, le 24 novembre 1991, il prend part à la victoire de son équipe 32 à 8 contre les Keighley Cougars, à l'occasion d'un match de Regal Trophy de la saison 1991-1992. Cette même année, naît son fils Owen Farrell,.
Il devient ensuite le plus jeune joueur à remporter une finale de Coupe d'Angleterre en 1993, âgé de 17 ans et 11 mois, lorsqu'il entre en jeu en tant que remplaçant contre Widnes,, puis devient international à 18 ans, faisant ses débuts avec la Grande-Bretagne contre la Nouvelle-Zélande plus tard dans l'année.
Après la saison 1993-1994 de la Rugby Football League, au cours de laquelle il marque un essai lors de la victoire de Wigan en finale de la Coupe d'Angleterre et est élu meilleur espoir, Andy Farrell accompagne son club à Brisbane et joue en deuxième ligne lors de la victoire du World Club Challenge 1994 contre les Brisbane Broncos, premiers d'Australie. Il considère cette victoire comme l'une de ses plus grandes réussites en rugby. Farrell est ensuite sélectionné avec la Grande-Bretagne pour jouer contre l'Australie lors des trois tests de la tournée des Kangaroos en 1994. Il participe aux trois rencontres : une victoire 8-4, une défaite 38-8 et une seconde défaite 23-4.

### Grand Chelem avec Wigan et finaliste de la Coupe du monde en 1995
L'année suivante, Andy Farrell réalise le Grand Chelem avec son club en remportant tous les trophées possible. Wigan ne perd que deux matchs toutes compétitions confondues durant la saison : deux défaites à l'extérieur contre Leeds et Halifax,. Il est sur le banc des remplaçants de Wigan, avant d'entrer en jeu lors de la victoire des siens 30 à 10 en finale de la Coupe d'Angleterre 1995 contre les Leeds Rhinos. Il remporte aussi le Regal Trophy et battant Warrington en finale sur le score de 40 à 10 et le Championnat d'Angleterre.
Composition de l'Angleterre :
À la fin de cette saison, il est sélectionné en équipe d'Angleterre pour jouer la Coupe du monde au poste de troisième ligne. Les Anglais commencent leur Mondial par une victoire 20 à 16 contre l'Australie, grâce notamment à un essai et deux transformations de Farrell,. Après une victoire 46-0 sur les Fidji et une seconde face à l'Afrique du Sud sur le même score, durant laquelle il ne joue pas, l'Angleterre se qualifie pour les demi-finales, où elle bat le pays de Galles 25-10 avec un essai d'Andy Farrell, pour ainsi retrouver les Australiens en finale. Pour cette rencontre, Farrell est titularisé mais les siens perdent la partie sur le score de 16 à 8,.

### Capitaine de Wigan et de la Grande-Bretagne (1996-2004)
En juillet 1996, au cours de la toute première saison de Super League de l'histoire, Andy Farrell est nommé capitaine des Wigan Warriors, où il joue désormais la plupart du temps au poste de troisième ligne,. À l'issue de cette saison, il reçoit le Man of Steel Award, récompensant le meilleur joueur de la saison en Super League,. Il devient alors le plus jeune joueur a obtenir cette distinction. Il est aussi retenu dans l'équipe type de la compétition. Puis, il est sélectionné pour la tournée d'automne de la Grande-Bretagne qui doit affronter la Nouvelle-Zélande, la Papouasie-Nouvelle-Guinée et les Fidji. Il est désigné capitaine de l'équipe à seulement 21 ans et quatre mois, devenant ainsi le plus jeune capitaine de l'histoire de la sélection britannique,.
En 1997, son équipe atteint la finale de la Premiership et affronte St Helens à Old Trafford. Wigan l'emporte 33-20 et Andy Farrell, ayant marqué un essai et douze points au pied, est élu Homme du match. En fin d'année, il est convoqué avec la Grande-Bretagne pour être son capitaine pour la tournée de fin d'année face à l'Australie. Les Britanniques perdent leur premier match avant de se rattraper et de remporter le deuxième grâce à un excellent Andy Farrell qui porte son équipe et est élu Homme du match.
L'année suivante, en 1998, Wigan atteint pour la première fois la finale de la Super League et fait face aux Leeds Rhinos. Andy Farrell est titularisé en troisième ligne et marque six points dans la rencontre permettant aux siens de s'impose 10 à 4 et donc de remporter cette compétition pour la toute première fois. Deux ans plus tard, en 2000, Wigan se qualifie de nouveau pour la finale de la Super League et est cette fois opposé à St Helens. Malgré un essai marqué par Farrell, Wigan est battu et s'incline 29 à 16. Après cette défaite, il rejoint la sélection britannique, dont il est le capitaine et l'un des joueurs les plus importants, pour la Coupe du monde. Les Anglais sont éliminés en demi-finale de la compétition par la Nouvelle-Zélande, une lourde défaite 49-6,. Cette même année, il prolonge aussi son contrat avec son club de six années supplémentaires.
En 2001, Wigan est de nouveau finaliste de la Super League. Pour la seconde saison consécutive, Farrell est titulaire mais l'équipe est battue 37 à 6, cette fois par les Bradford Bulls. Cette saison, Andy Farrell bat de nombreux records : le record du plus grand nombre de points inscrit en une saison toutes compétitions confondues, sous le maillot de Wigan (429 points) et le record du plus grand nombre de points inscrits en une saison de Super League (389 points). En plus de c’est deux records, il franchit la barre des 3000 points inscrits sous le maillot des Warriors, devenant seulement le deuxième joueur de l’histoire du club à dépasser ce total,. En 2002, il est le capitaine de Wigan durant la finale de la Coupe nationale gagnée, battant St Helens 21 à 12.
Durant la saison 2003 de la Super League, les Wigan Warriors se qualifient en finale de la compétition pour la quatrième fois de leur histoire. Face à Bradford, Andy Farrell marque quatre points au pieds, mais son équipe perd la rencontre sur le score de 25-12. Puis, en 2004, il est admis à l'ordre de l'Empire britannique pour services rendus au sport,. Ensuite, bien que son équipe est éliminée en demi-finale de la Super League, il est élu pour la seconde fois de sa carrière comme étant le meilleur joueur de la saison, recevant ainsi le Man of Steel Award,. À la suite de cette saison, il est sélectionné avec la Grande-Bretagne pour jouer le Tri-Nations 2004. Titulaire en deuxième ligne et capitaine de la sélection, il joue son dernier match à XIII lors de la défaite en finale 44 à 4 face à l’équipe d’Australie,. Malgré cette année sans titres, il reçoit toutefois le Golden Boot, récompensant le meilleur joueur du monde.

### Fin de carrière à XV avec les Saracens et leXV de la Rose(2005-2009)
En 2005 Andy Farrell annonce sa retraite en rugby à XIII décide de tenter sa chance en le rugby à XV. Il rejoint alors les Saracens, qui le veulent pour jouer au poste de troisième ligne aile, tandis que la fédération anglaise de rugby à XV, veut le faire jouer au poste de centre pour les besoins de l'équipe nationale.
Une série de blessures et d'accidents, dont un accident de voiture, retardent ses débuts dans à XV jusqu'en 2006,. Il fait finalement ses débuts dans ce nouveau sport en septembre 2006, avec l'équipe réserve des Saracens, marquant par la même occasion un essai. Il joue ensuite avec l'équipe première une semaine plus tard, contre les Newcastle Falcons, jouant en troisième ligne aile. Puis, comme le souhaitait la fédération anglaise, il est repositionné au poste de centre et joue dans cette nouvelle position avec son club. Cela lui permet d'être appelé par Bob Dwyer pour jouer avec le World XV contre l'Afrique du Sud. Les Springboks l'emportent 32-7. Quelques semaines plus tard, il est sélectionné pour la première fois de sa carrière en équipe d'Angleterre de rugby à XV par le nouveau sélectionneur Brian Ashton, pour participer au Tournoi des Six Nations 2007. Il honore sa première cape le 3 février 2007, lors de la première journée du tournoi, contre l'Écosse. Il est titularisé au centre et les Anglais s'imposent 42 à 20. Il joue trois matchs dans ce tournoi.
À la fin de la saison 2006-2007, il est convoqué avec le XV de la Rose pour la tournée d'été en Afrique du Sud. Il prend part à deux rencontres, puis est retenu pour jouer la Coupe du monde 2007. Il entre en jeu lors du premier match de la compétition contre les États-Unis, une victoire 28-10, puis est titularisé dans la défaite 36-0 contre l'Afrique du Sud. Il marque ensuite son premier essai international à XV en poule contre les Tonga, permettant aux siens de l'emporter sur le score de 36 à 20 et de se qualifier en quarts de finale. En quarts, les Anglais battent l'Australie 12 à 10. Alors que Farrell devait commencer cette rencontre, il déclare finalement forfait au dernier moment à cause d'une blessure au mollet. Il est alors remplacé par Mike Catt. En demi-finale, l'Angleterre élimine la France et retrouve l'Afrique du Sud en finale. Toujours pas remis de sa blessure, Farrell est absent pour cette dernière rencontre que perd son pays sur le score de 15 à 6,.
En janvier 2008, Andy Farrell est rejoint aux Saracens par son fils Owen Farrell, âgé de 16 ans, qui vient de signer un contrat de trois ans avec le club. En août 2008, il est nommé co-capitaine de l'équipe pour la saison 2008-2009, aux côtés de Steve Borthwick. Des rumeurs ont ensuite circulé sur un potentiel retour de Farrell en rugby à XIII chez les Wigan Warriors. Cette rumeur s'est toutefois révélée infondée. À la fin de cette saison, Andy Farrell décide de mettre un terme à sa carrière de joueur.

### Reconversion en tant qu'entraîneur
De 2012 à 2015 , il est entraîneur adjoint de l'équipe d'Angleterre de rugby à XV auprès du sélectionneur Stuart Lancaster. En 2013, il est entraîneur adjoint de l'équipe des Lions auprès du sélectionneur Warren Gatland.
Après le Tournoi des Six Nations 2016, il devient entraîneur adjoint de l'Irlande, responsable de la défense, auprès du sélectionneur Joe Schmidt. En novembre 2018, la Fédération irlandaise de rugby à XV annonce qu'il remplacera Joe Schmidt à l'issue de la Coupe du monde de rugby à XV 2019. Il est à la tête de l'équipe qui remporte le Tournoi des Six Nations 2023 en réalisant le Grand Chelem puis qui est quart de finaliste de la Coupe du monde 2023. En décembre 2023, son contrat est prolongé jusqu'au terme de la Coupe du monde 2027. En 2024, il remporte pour la seconde fois consécutive le Tournoi des Six Nations,.

## Vie privée
Andy Farrell se marie avec Colleen O’Loughlin, la sœur de son coéquipier à Wigan, Sean O'Loughlin. Il a trois enfants dont Owen Farrell, qu'il a eu à 16 ans. Ce dernier est international anglais de rugby à XV. Ses neveux, Liam Farrell et Connor Farrell, sont des joueurs de rugby à XIII. Andy Farrell et sa femme sont tous les deux d'origine irlandaise.

## Bilan en tant qu'entraîneur
| Année | Sélection  | Poste               | Tournoi des Six Nations  | Coupe du monde   | Classement World Rugby en fin d'année |
| ----- | ---------- | ------------------- | ------------------------ | ---------------- | ------------------------------------- |
| 2012  | Angleterre | Arrières et défense | 2e                       | n/a              | 5e                                    |
| 2013  | Angleterre | Arrières et défense | 2e                       | n/a              | 4e                                    |
| 2014  | Angleterre | Arrières et défense | 2e                       | n/a              | 4e                                    |
| 2015  | Angleterre | Arrières et défense | 2e                       | 3e de la Poule A | 8e                                    |
| 2016  | Irlande    | Défense             | X                        | n/a              | 4e                                    |
| 2017  | Irlande    | Défense             | 2e                       | n/a              | 3e                                    |
| 2018  | Irlande    | Défense             | Vainqueur (Grand Chelem) | n/a              | 2e                                    |
| 2019  | Irlande    | Défense             | 3e                       | Quart de finale  | 5e                                    |
| 2020  | Irlande    | Sélectionneur       | 3e                       | n/a              | 5e                                    |
| 2021  | Irlande    | Sélectionneur       | 3e                       | n/a              | 4e                                    |
| 2022  | Irlande    | Sélectionneur       | 2e                       | n/a              | 1er                                   |
| 2023  | Irlande    | Sélectionneur       | Vainqueur (Grand Chelem) | Quart de finale  | 2e                                    |

## Palmarès

### Rugby à XIII

#### En club
- Wigan Warriors
  - Vainqueur du World Club Challenge en 1994
  - Vainqueur du Championnat d'Angleterre en 1993, 1994, 1995 et 1996
  - Vainqueur de la Coupe d'Angleterre en 1993, 1994, 1995 et 2002
  - Finaliste de la Coupe d'Angleterre en 1998 et 2004
  - Vainqueur de la Super League en 1998
  - Finaliste de la Super League en 2000, 2001 et 2003

#### En équipe nationale
- Angleterre
  - Finaliste de la Coupe du monde en 1995

- Grande-Bretagne
  - Finaliste du Tri-Nations en 2004

#### Distinctions personnelles
- Meilleur espoir de la Rugby Football League en 1994
- Membre de l'équipe type de la Coupe du monde de rugby à XIII en 1995
- Membre de l'équipe type de la Super League en 1996, 1997, 1998, 2000, 2001, 2003 et 2004
- Meilleur joueur de la finale de la Super League en 1996 et 1997
- Meilleur joueur de la Super League en 1996 et 2004
- Élu Golden Boot en 2004

### Rugby à XV
- Angleterre
  - Finaliste de la Coupe du monde en 2007

### En tant qu'entraîneur
- Irlande (sélectionneur)
  - Vainqueur du Centenary Quaich en 2020, 2021, 2022 et 2023
  - Vainqueur du Millennium Trophy en 2021, 2022 et 2023
  - Vainqueur de la Triple couronne en 2022 et 2023
  - Vainqueur du Tournoi des Six Nations en 2023 (Grand Chelem) et en 2024
  - Meilleur entraîneur de l'année 2023 aux prix World Rugby